# Coventry
Coventry er en by i West Midlands-området i England. Den regnes for at være Englands niendestørste by med 362.690(2016) indbyggere. Coventry er kendt for at have været hjemsted for en stor del af den britiske bilindustri, dens katedral, og den legendariske Lady Godiva.
Store dele af Coventry blev ødelagt under 2. verdenskrig som følge af Nazi-Tysklands bombeangreb under blitzen. En stor den af byens historiske middelaldercentrum blev ødelagt som følge af de intensive bombardementer og de efterfølgende ildstorme.
Byen er også kendt for at huse University of Warwick, som blev oprettet i 1965 og hurtigt fik ry som et af Storbritanniens mest velrenommerede universiteter.
I byen findes St Mary's Guildhall, som er bygget ind i resterne af Coventry Castle, der blev grundlagt i 1100-tallet.
Blandt byens museer er Coventry Transport Museum, Midland Air Museum og Herbert Art Gallery and Museum.

## Eksterne links
- Wikimedia Commons har flere filer relateret til Coventry